# Pteroprista metallica
Pteroprista metallica là một loài bướm đêm trong họ Noctuidae.